# Zemsta OAS
Zemsta OAS (fr. L'insoumis) – francusko-włoski dramat sensacyjny z 1964 roku w reżyserii Alaina Cavaliera.

## Opis fabuły
Schyłek wojny w Algierii. Były legionista Thomas Vlassenroot pędzi bezczynne życie w stolicy tej francuskiej kolonii. Pragnąc zdobyć pieniądze na powrót do rodzinnego Luksemburga, przyjmuje od swojego byłego dowódcy – porucznika Frasera – propozycję udziału w porwaniu prawniczki Dominique Servet broniącej algierskich działaczy niepodległościowych. Akcja udaje się – młoda adwokat zostaje uprowadzona i przez następne dni jest więziona w opustoszałym domu pod strażą Thomasa i jego kompana Amerio. Z czasem jednak całe przedsięwzięcie przestaje się Thomasowi podobać – zwłaszcza to, w jaki sposób traktowana jest uwięziona kobieta. Podczas próby podania jej potajemnie wody, dochodzi do sprzeczki pomiędzy Thomasem, a Amerio, a następnie strzelaniny w wyniku której ginie Amerio, a Thomas zostaje ranny. Za obietnicę otrzymania od niej sumy potrzebnej na wyjazd, Thomas wypuszcza Dominique, a sam zaczyna ukrywać się przed byłymi towarzyszami broni. Za pieniądze uzyskane od Dominique nielegalnie przedostaje się do Francji i kupuje bilet na pociąg, który ma go dowieźć do samego Luksemburga. Jednak Thomas nie może przestać myśleć o atrakcyjnej Dominique i bardzo pragnie ją zobaczyć. Wysiada w Lyonie, gdzie odnajduje kancelarię w której pracuje kobieta. Prowizorycznie opatrzona rana postrzałowa daje coraz bardziej znać o sobie – Thomas traci siły i często omdlewa. Dominique postanawia mu pomóc w dotarciu do domu. W tym samym czasie pomiędzy dwojgiem ludzi powstaje silne uczucie, którego zwieńczeniem jest wspólna noc w jednym z moteli. Tu, nad ranem Thomasa dopada tropiący go Fraser wraz ze swoimi ludźmi. Thomasowi ponownie udaje się uciec z pułapki, a z jego ręki ginie kolejny legionista. Thomas jest coraz bardziej osłabiony i teraz ścigany już również przez francuską policję. Dominique dzwoni do swojego męża z prośbą o pomoc. Ten, bez zbędnych pytań, przybywa i swoim samochodem wywozi rannego Thomasa przez zieloną granicę do Luksemburga. Thomas jest już jednak w stanie agonalnym i po przekroczeniu progu rodzinnego domu, ku rozpaczy Dominique, pada martwy na oczach nierozpoznającej go kilkuletniej córki.  

## Obsada aktorska
- Alain Delon – Thomas Vlassenroot
- Lea Massari – Dominique Servet
- Georges Géret – porucznik Fraser
- Maurice Garrel – mąż Dominique
- Robert Castel – Amerio
- Pierre Collet – żandarm
- Viviane Attia – Maria
- Robert Bazil – ojciec Marii
- Paul Pavel – Félicien
- Camille de Casabianca – córka Thomasa

i inni. 

## O filmie
Drugi z kolei film francuskiego reżysera Alaina Cavaliera, uważnego przez krytyków za jednego z najzdolniejszych twórców kina francuskiego lat 60., spotkał się z ich życzliwym przyjęciem, jako zręcznie zrobiony film sensacyjny, z fabułą opartą na klasycznym motywie gatunku – człowieka ściganego. 
Reżyser jeszcze przed wejściem filmu na ekrany, kilkakrotnie zmieniał jego tytuł. Pierwotnie miał to być List do matki, potem Śmierć wilka, by ostatecznie pojawić się jako L'Insoumis (Niezależny). Jakie nie były, wszystkie tytuły odnosiły się do postaci głównego bohatera filmu. Pierwszy z nich eksponował uczuciową więź Vlassenroota z domem rodzinnym (wszelkie jego działania podporządkowane są nadrzędnemu celowi – chęci powrotu do domu). Drugi charakteryzował jego postępowanie jako rannego i groźnego osobnika, który uciekając przed pościgiem podąża do rodzinnego gniazda by tam umrzeć. Trzeci określał zasadniczą cechę głównego bohatera, determinującą jego działanie w każdej sytuacji – człowieka niezależnego, ale i niesfornego, niezdyscyplinowanego, działającego zawsze według swoich własnych przekonań. Polski tytuł podkreślał polityczne podteksty filmu, dość słabo w nim widoczne (nazwa organizacji OAS ani razu w nim nie pada, a jej występowania w fabule filmu można się jedynie domyślać).
Na filmie w dużym stopniu zaważyła osobowość i indywidualność aktorska odtwórcy głównej roli – Alaina Delona. Delon spędził trzy lata w Indochinach podczas I wojny indochińskiej i jego przeżycia z tego okresu ułatwiły mu identyfikację z odgrywaną postacią. Zemsta OAS była również debiutem producenckim Delona.  